# Matthieu Bloch
Pour les articles homonymes, voir Bloch.
Matthieu Bloch, né le 26 avril 1983 à Audincourt, est un homme politique français.
Membre du parti Les Républicains, il devient maire de Colombier-Fontaine en 2020. Lors des élections législatives de 2024, il est élu député dans la troisième circonscription du Doubs sous l'étiquette des Républicains à droite et avec le soutien du Rassemblement national.

## Biographie
Membre des Républicains (LR), Matthieu Bloch est élu maire de Colombier-Fontaine en 2020, après avoir remporté les élections municipales face à la liste de Philippe Geoffroy.
Lors des élections législatives de 2022, il est candidat LR dans la 4e circonscription du Doubs. Il  s’oppose au front républicain mais annonce qu’à titre personnel il voterait pour le candidat qui connaît le mieux le territoire. Frédéric Barbier est battu de justesse par la candidate du Rassemblement national, Géraldine Grangier.
En 2023, Matthieu Bloch devient secrétaire départemental de la fédération des Républicains du Doubs. Il est ainsi la « deuxième figure » du parti dans le département, derrière la présidente de la fédération, Annie Genevard.
À l'occasion des élections législatives de 2024, Matthieu Bloch soutient l'alliance entre LR et le RN, même s'il n'approuve pas officiellement la méthode employée par le président de LR, Éric Ciotti. Il est lui-même candidat de cette alliance Républicains à droite-RN, malgré les réticences d'une partie des militants locaux du RN, dans la 3e circonscription du Doubs, autour de Montbéliard, où le député Renaissance sortant, Nicolas Pacquot, avait été élu de justesse en 2022,. Matthieu Bloch arrive largement en tête du premier tour (44,4%), devant le député sortant et la candidate du Nouveau Front populaire ; bien que cette dernière se désiste « pour faire barrage au RN », Matthieu Bloch est élu député avec 50,8 % des suffrages exprimés.

## Synthèse des résultats électoraux

### Élections municipales
| Année | Parti | Parti | Commune            | 1er tour | 1er tour | 1er tour |
| Année | Parti | Parti | Commune            | Voix     | %        | Issue    |
| ----- | ----- | ----- | ------------------ | -------- | -------- | -------- |
| 2020  |       | LR    | Colombier-Fontaine | 334      | 59,53    | Élu      |

### Élections législatives
| Année | Parti | Parti  | Circonscription | 1er tour | 1er tour | 1er tour | 2d tour      | 2d tour      | 2d tour      |
| Année | Parti | Parti  | Circonscription | Voix     | %        | Rang     | Voix         | %            | Issue        |
| ----- | ----- | ------ | --------------- | -------- | -------- | -------- | ------------ | ------------ | ------------ |
| 2022  |       | LR     | 4e du Doubs     | 3 098    | 10,76    | 4e       | Non qualifié | Non qualifié | Non qualifié |
| 2024  |       | AD-UXD | 3e du Doubs     | 18 795   | 44,35    | 1er      | 21 543       | 50,76        | Élu          |